# Yo sí como patatas
Yo sí como patatas es el título de una campaña publicitaria institucional que se emitió por Televisión Española de 1967 a 1969.

## Contexto
Los años 60 marcaron el inicio del uso masivo de la televisión en España para la venta de productos: ante su potencial (cada vez más españoles poseían un televisor), las empresas comenzaron a contratar publicidad televisiva de un modo exponencial. Parte de este poder fue empleado también por las autoridades, que vieron cómo podían influenciar los patrones de consumo de los telespectadores. Así, uno de los principales objetivos fue la promoción de determinados alimentos en la dieta de los españoles; en este caso, la patata.

## Pieza
El spot duraba 30 segundos (un timing más acorde con piezas publicitarias de la época en Estados Unidos y Europa, frente a la duración de quince segundos común en España por aquel entonces) e incluía, como era común en esa época, un jingle. El anuncio hacía referencia a las propiedades de la patata y a sus múltiples formas de preparación, empleando para ello imágenes y argumentos de autoridad.
Yo sí como patatas fue una de las múltiples campañas genéricas de la dictadura franquista tanto para promover alimentos tan dispares como la leche y los mejillones como valores cívicos e incentivos para la participación deportiva (la famosa campaña Contamos contigo para fomentar el deporte amateur es una de ellas).

## Relevancia
La campaña es un símbolo del desarrollismo franquista y está grabada en la mente de muchos baby boomers; además, aparece frecuentemente en los repertorios de publicidad del franquismo emitidos en la actualidad en televisión.[cita requerida]